# Panteón nacional Román Baldorioty de Castro
El Panteón nacional Román Baldorioty de Castro es una extensión de tierra en el Barrio Segundo de la ciudad de Ponce, Puerto Rico, originalmente diseñado como cementerio de la ciudad, más tarde se convirtió en lo que ha llegado a ser un lugar famoso de entierros. 
Fundado en 1842, como el primer (y único) panteón nacional de Puerto Rico. Es el único cementerio con un museo dedicado a Puerto Rico y el Caribe. 
Antes de ser dedicado como Panteón Nacional, era conocido como Cementerio Viejo o Antiguo Cementerio de Ponce, y aparece con ese nombre en el Registro Nacional de Lugares Históricos de Estados Unidos. El Panteón recibe su nombre de Román Baldorioty de Castro, un prolífico político puertorriqueño y firme creyente de un Puerto Rico autónomo e independiente. Sus restos se encuentran aquí. 
El Panteón también alberga un pequeño museo sobre la historia del autonomismo en la Isla, y se utiliza actualmente tanto como un parque y un lugar para la expresión de la cultura y las artes, en los se llama el Museo del autonomismo Puertorriqueño.
Antes de ser convertido en Panteón nacional en 1991, era conocido como el cementerio antiguo de Ponce, para diferenciarla del nuevo (aunque ahora también tiene más de 100 años) el Cementerio Civil de Ponce, construido en 1842, el cementerio fue ampliado en 1864.